# Telopea speciosissima
Telopea speciosissima är en tvåhjärtbladig växtart som först beskrevs av James Edward Smith, och fick sitt nu gällande namn av Robert Brown. Telopea speciosissima ingår i släktet Telopea och familjen Proteaceae. Inga underarter finns listade i Catalogue of Life.